# Fossé (Ardennes)
Fossé település Franciaországban, Ardennes megyében. Lakosainak száma 61 fő (2022. január 1.). Fossé Bar-lès-Buzancy, Belval-Bois-des-Dames, Buzancy, Nouart és Vaux-en-Dieulet községekkel határos.

## Népesség
A település népességének változása:
| Lakosok száma | 109  | 86   | 83   | 56   | 51   | 52   | 54   | 53   | 56   | 61   |
|               | 1968 | 1982 | 1990 | 2006 | 2013 | 2015 | 2017 | 2019 | 2020 | 2022 |